# 政策
政策（せいさく）とは、政府や政党などが施政上の方針や方策を指すこと。なお、その策を実施することを施策（しさく）という。
公共政策は、公共体が主体となって行う体系的な諸策のこと。

## 概要

### 広義の「政策」
現代社会における様々な問題を解明し、その対策を考えること。また、問題の解決・回避という観点から制度を変えようとする活動、ないし個別の施策における資源の割り当ての方法。主に、政策は官公庁・地方自治体・シンクタンクが形成活動を掌ることが多い。

### Policy
ポリシー。政党や会社あるいはその他の組織である一つの集団が決定を行う一つの行動計画や目標のセット、あるいは決定や行動が準拠する一つの原則や一組の原則。

## 政策科学関連の教育機関・学位・資格

### 教育機関
- 公共政策大学院

### 学位
- 公共政策修士（専門職）
- 公共経営修士（専門職）

### 資格
- 国会議員政策担当秘書（国家資格）
- 地域公共政策士（民間資格）
- 食農政策士（民間資格）

### 役職
- 科学技術政策フェロー（内閣府）

専門的な知識経験に基づき、科学技術イノベーションに関する専門的事項の調査・分析及び施策の推進に係る企画及び立案に従事する。内閣総理大臣及び国務大臣と有識者の議場として、日本全体の科学技術を俯瞰し、各省より一段高い立場から、総合的・基本的な科学技術政策の企画立案及び総合調整を行う「総合科学技術・イノベーション会議（CSTI）」などに用いられる。